# 632
Раннє Середньовіччя. Триває чума Юстиніана. У Східній Римській імперії продовжується правління Іраклія. Частина території Італії належить Візантії, на решті лежить Лангобардське королівство. Франкське королівство об'єдналося під правлінням Дагоберта I. Іберію займає Вестготське королівство. В Англії триває період гептархії. Авари та слов'яни утвердилися на Балканах. Центр Аварського каганату лежить у Паннонії. У Моравії утворилася перша слов'янська держава Само.
У Китаї триває правління династії Тан. Індія роздроблена. В Японії триває період Ямато. У Персії править династія Сассанідів. Розпочалося становлення ісламу. У степах над Азовським морем утворилася Велика Булгарія.
На території лісостепової України в VII столітті виділяють пеньківську й празьку археологічні культури. У VII столітті продовжилося швидке розселення слов'ян. У Північному Причорномор'ї співіснують різні кочові племена, зокрема кутригури, утигури, сармати, булгари, алани, авари, тюрки.

## Події
- Розпочалося правління хана Кубрата у Великій Булгарії.
- 8 червня помер Магомет, перед смертю призначивши за твердженнями шиїтів своїм спадкоємцем Алі.
- Перший халіф Абу Бакр здобув перемогу над Мусайлімою, арабським пророком, альтернативним Магомету.
- Шахом Персії став Яздгірд III.

## Померли
- Магомет, ісламський пророк.